# Langues naïques
Les langues naïques sont un groupe de langues sino-tibétaines qui comprennent le naxi, le na (mosuo), le lazé, le shixing (xumi) et le namuyi (namuzi). Elles ont fait l'objet de classifications divergentes: tout d'abord dans la branche Yi (du fait de similarités de surface), puis dans la branche qianguique du sino-tibétain.
Le nom « naïque » est dérivé de l'endonyme (autonyme) Na utilisé par les locuteurs de plusieurs des langues concernées. Ce morphème apparaît ainsi dans les noms "Naxi" et "Na".

## Classification

### Un sous-groupe des langues yi?
Lama (2012) répertorie les langues suivantes dans son clade naxish (équivalent du naïque), qu'il place dans la branche yi (loloish) . Voici une représentation de la structure interne proposée pour le groupe : 
- Naxish
  - Namuzi (næ55 mu33 zɿ31)
  - Naxi (nɑ21 ɕi33)
  - Na: Mali Masa, Na (Moso)
  - autres
    - Naru
    - Naheng

Lama (2012) propose les changements sonores suivants au statut d'innovations naïques qui distinguent ce sous-groupe des autres langues issues du proto-loloish (proto-yi).
- *sn > ȵ-
- *pw- > b-, ʁ-

### Un sous-groupe des langues qianguiques?
Le groupe naïque (correspondant au clade "naxish" de Lama) est classé comme qianguique et non yi (loloish) dans un travail de linguistique historique. 

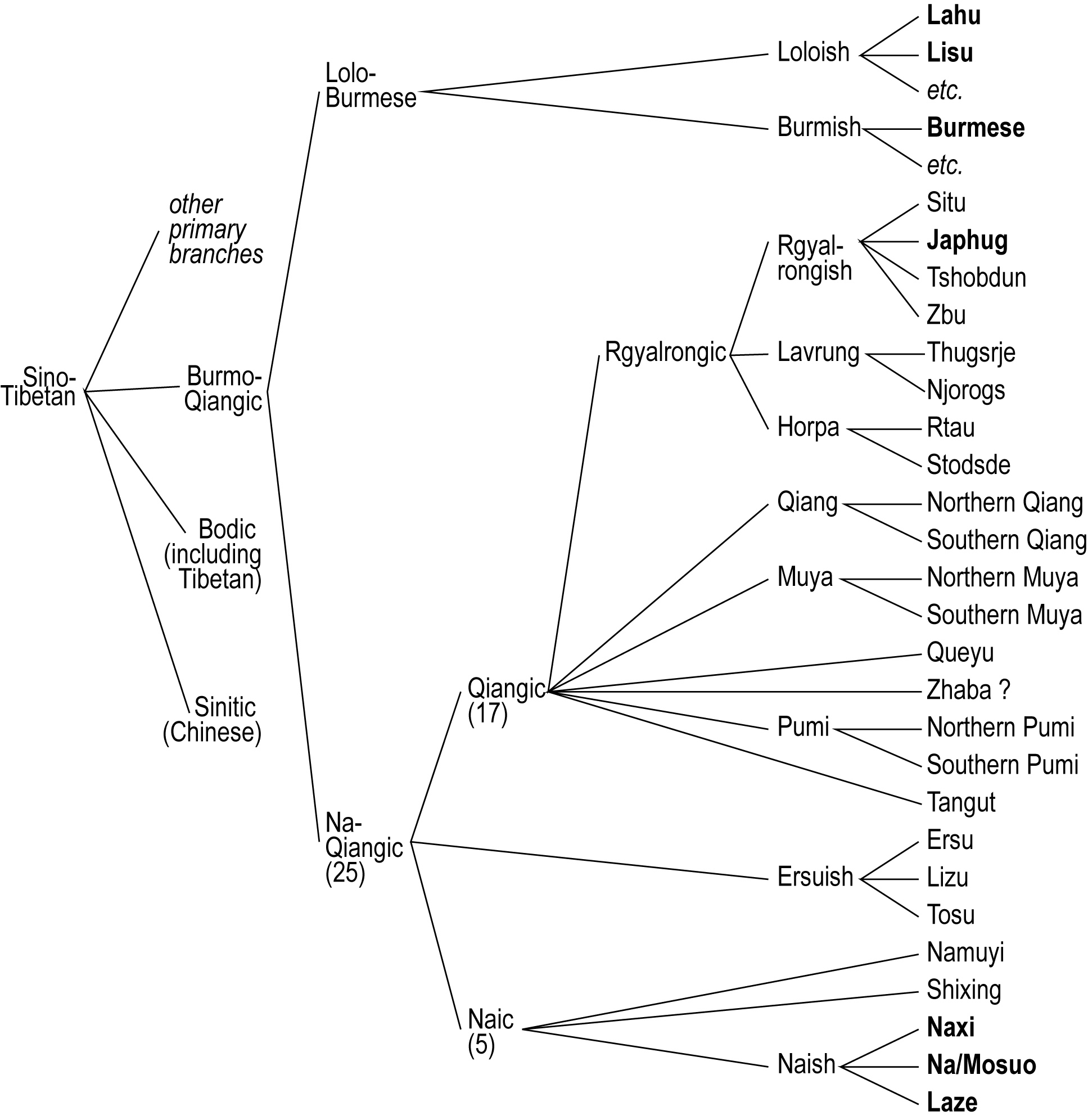
Arbre généalogique sino-tibétain provisoire proposé par Jacques et Michaud (2011)

L'argumentation s'appuie sur la mise au jour de cognats de mots na, naxi et lazé dans des langues qianguiques. Ceux-ci ne sont pas directement détectables en raison du degré élevé d'érosion phonologique qu'on connu les langues naïques. Ils ressortent en revanche clairement d'un examen systématique des correspondances lexicales. Les progrès réalisés dans la reconstruction des langues rGyalrongiques et d’autres langues de la branche qianguique offrent une meilleure base pour la reconstruction. Par exemple, il ressort que le proto-naish *-o corresponde à la fois à deux phonèmes du proto-rgyalrong, *-o et *-aŋ, ce qui suggère qu'a eu lieu un processus de fusion entre une syllabe fermée et une syllabe ouverte.
Un travail au sujet de la langue shixing [xumi] confirme que « le shixing [xumi] présente une similarité remarquable avec les langues Na [c'est-à-dire Naish] dans tous ses sous-systèmes linguistiques, alors que cette langue ne présente aucune similitude comparable avec toute autre langue locale ou groupe de langues ». À partir d'une comparaison détaillée, l'autrice conclut que « le shixing peut être supposé être une langue Na qui a subi une restructuration considérable » (ibid., p. 157).
1. ↑  Lama, Ziwo Qiu-Fuyuan. 2012. Subgrouping of Nisoic (Yi) languages: a study from the perspectives of shared innovation and phylogenetic estimation. University of Texas at Arlington Ph.D. http://hdl.handle.net/10106/11161.
2. ↑  (en) Guillaume Jacques et Alexis Michaud, « Approaching the historical phonology of three highly eroded Sino-Tibetan languages: Naxi, Na and Laze », Diachronica, vol. 28, no 4,‎ 14 décembre 2011, p. 468–498 (ISSN 0176-4225 et 1569-9714, DOI 10.1075/dia.28.4.02jac, lire en ligne, consulté le 31 décembre 2024)
3. ↑  Page 154 of: Chirkova, Ekaterina. 2012. The Qiangic subgroup from an areal perspective: A case study of languages of Muli. Language and Linguistics 13(1). 133–170.